# Juan Carlos Vera Plasencia
Juan Carlos Vera Plasencia (Trujillo, 25 de junio de 1961) es un prelado peruano, perteneciente a la Congregación de los Misioneros del Sagrado Corazón de Jesús, actual ordinario militar del Perú.

## Biografía
Nació en la ciudad de Trujillo, el 25 de junio de 1961. En 1983 ingresó al Noviciado de la Congregación de los Misioneros del Sagrado Corazón de Jesús (M.S.C.), emitiendo sus primeros votos el 15 de agosto de 1984. Como hermano continuó sus estudios filosóficos y teológicos en el Instituto Superior de Estudios Teológicos Juan XIII (ISET), 1980 a 1985, en Lima. Realizó sus primeros votos perpetuos el 14 de agosto de 1987; siendo ordenado sacerdote el 22 de julio de 1988.
En la prelatura de Caravelí, se ha desempeñado como vicario parroquial de la “Parroquia Niño Jesús” en Puquio, de 1988 a 1990. Ha sido formador y ecónomo del Seminario de los “Misioneros del Sagrado Corazón” en Lima, de 1990 a 1993, superior regional "ad interim" de su congregación en el Perú. Hasta su nombramiento episcopal se desempeñaba como Superior Regional de su Congregación en el Perú y Rector del Seminario de los “Misioneros del Sagrado Corazón”.
Nombrado por el papa Benedicto XVI el 18 de junio de 2005 en la sede prelaticia de Caravelí, siendo consagrado el 28 de agosto de 2005 por el obispo Norberto Strotmann Hoppe, M.S.C., obispo de Chosica; y estando como co-consagrantes el arzobispo Hector Miguel Cabrejos Vidarte, O.F.M. de Trujillo y el obispo Bernhard Kühnel Langer, M.S.C., prelado emérito de Caravelí. Tuvo un pontificado de nueve años hasta que fue nombrado en el Ordinariato Militar del Perú por el papa Francisco el 16 de julio de 2014; pasando a ser según la disposición pontificia como Administrador Apostólico de Caraveli hasta que sea nombrado un nuevo prelado.
Tomó posesión de su sede episcopal en la Basílica de Nuestra Señora de la Merced el 13 de septiembre de 2014, festividad del Dulcísimo Nombre de María, en la ciudad de Lima; reemplazando al administrador apostólico del ordinariaro militar fray Guillermo Inca Pereda O.S.J. En su toma de posesión se contó con la presencia del Ministro de Defensa, Pedro Cateriano Bellido, el presidente 
del Comando Conjunto de las Fuerzas Armadas (CCFFAA), general Leonel Cabrera Pino, el comandante general del Ejército, general Ronald Hurtado Jiménez, el comandante general de la Marina, almirante Carlos Tejada Mera, el comandante general de la Fuerza Aérea, general del Aire Jaime Figueroa Olivos y el director de la Policía Nacional general Jorge Flores Goicochea.
En la Conferencia Episcopal Peruana (CEP) es miembro del Consejo Permanente, siendo elegido como representante de Libre Elección en el periodo 2015 - 2017.